# كازوماسا أودا
كازوماسا أودا (باليابانية: 小田和正؛ بالكانا: おだ かずまさ) هو مغن مؤلف وشخصية أعمال وعازف قيثارة وملحن ومنتج أسطوانات ومغني ومخرج وشاعر ياباني، ولد في 20 سبتمبر 1947 في كانازاوا-كو في اليابان.

## وصلات خارجية
- كازوماسا أودا على موقع IMDb (الإنجليزية)
- كازوماسا أودا على موقع ميوزك برينز (الإنجليزية)
- كازوماسا أودا على موقع أول ميوزيك (الإنجليزية)
- كازوماسا أودا على موقع ديسكوغز (الإنجليزية)
- كازوماسا أودا على موقع كينوبويسك (الروسية)
- كازوماسا أودا على موقع ANN person (الإنجليزية)